# Йоганн фон Утманн
Йоганн Вільгельм Адольф Франц фон Утманн (нім. Johann Wilhelm Adolf Franz von Uthmann; 2 лютого 1824, Геклінген — 9 січня 1897, Вісбаден) — німецький офіцер інженерних військ, генерал-майор Прусської армії.

## Біографія
Представник знатного сілезького роду. Син генерал-майора Прусської армії Ердманна фон Утманна (1790–1861) і його дружини Кароліни Аделаїди, уродженої Рабе (1799–1857).
Утманн навчався у гімназіях Міндена та Кольберга. 8 жовтня 1842 року вступив на службу фузилером в 29-й піхотний полк Прусської армії. Отримавши звання другого лейтенанта, на початку листопада 1843 року він був призначений до 3-ї інженерної інспекції  і направлений до Об'єднаної артилерійської та інженерної школи. В кінці червня 1845 року Утманн був призначений до 7-ї саперної дивізії та 2-ї резервної саперної дивізії в Майнці, перш ніж наприкінці березня 1848 року був призначений до 3-ї інженерної інспекції. Він служив упродовж шести місяців на укріпленнях у Глаці і в середині квітня 1851 року приєднався до 2-ї інженерної інспекції. Там 2 грудня 1852 року Утманн був підвищений до першого лейтенанта, провів півтора місяці на укріпленнях Кенігсберга і 1 березня 1853 року був переведений в 1-у інженерну інспекцію. Будучи гауптманом, з 27 червня 1857 року служив командиром 2-ї роти гвардійської саперної дивізії. У той же час, з липня 1863 року, він також служив членом екзаменаційної комісії для гауптманів і перших лейтенантів Інженерного корпусу. 1 грудня 1863 року призначений ад'ютантом 1-ї Інженерної інспекції.
Під час Австро-прусської війни спочатку був призначений на фортифікаційні роботи в Дрездені та його околицях у 1866 році, перш ніж взяти участь у кампанії на півдні Німеччини як другий інженерний офіцер 2-го резервного армійського корпусу. Після закінчення війни, 20 жовтня 1866 року, він був вироблений у майори і командував Нижньосілезьким інженерним батальйоном № 5 у Глогау. З 14 січня 1868 по 3 січня 1870 року — командир Кургессенського інженерного батальйону № 11, а потім — інженерним офіцером бази в Майнці. На цій посаді Утманн відповідав за зміцнення фортеці Майнц у 1870/71 роках під час війни проти Франції. З нагоди проголошення Німецької імперії 18 січня 1871 року його було підвищено до оберстлейтенанта. 22 березня 1873 року Утманн був підвищений до оберста. 13 травня 1873 року призначений інспектором 4-ї фортечної інспекції. Крім того, з 10 червня 1873 він був спочатку членом, а потім, до виходу на пенсію, президентом Комісії з іспитів інженерного корпусу. Після двох років виконання обов'язків інспектора 1-ї інженерної інспекції 13 квітня 1878 року був призначений інспектором і через 5 днів підвищений до генерал-майора. 14 жовтня 1880 року відправлений на пенсію.

## Сім'я
19 жовтня 1853 року одружився в Порені з Евеліною Вілль (1830–1891). В пари народились 4 дітей:
- Анна (1854)
- Ганс (1856–1926) — майор фузілерного полку «фон Герсдорфф» (Кургессенського) №80.
- Ернст (1857)
- Фрідріх (1862–1943) — оберст і командир польового артилерійського полку №260.

## Нагороди
- Хрест «За вислугу років» (Пруссія) (25 років)
- Орден Червоного орла 2-го класу з дубовим листям (вересень 1879)
- Орден Святого Йоанна (Бранденбург), лицар справедливості (24 червня 1880)